# Grand Prix de l'UET
Groupe I
Le Grand Prix de l'UET est une course hippique de trot attelé se déroulant à l'automne sur un hippodrome européen désigné chaque année par l'UET.
C'est une course de Groupe I créée en 1985 et réservée aux chevaux de 4 ans, hongres exclus, inscrits sur le studbook de l'un des pays affiliés à l'UET. Particularité de cette épreuve, l'engagement est automatique l'année de la naissance ; il doit être confirmé au 15 novembre de l'année des 2 ans, puis de l'année des 3 ans, puis être déclaré au 1er août de l'année de la course, puis quelques jours avant celle-ci.
La course se décompose en deux phases. Des épreuves éliminatoires ont lieu sur des hippodromes de différents pays, dont le nombre dépend du nombre d'inscrits (douze partants maximum par éliminatoire). Douze qualifiés ainsi désignés prennent part à la finale quelques jours plus tard.
Elle se court généralement sur la distance de 2 100 mètres, ou approchante selon l'hippodrome choisi, départ à l'autostart. L'allocation pour la finale s'élève à 400 000 € dont 200 000 € pour le vainqueur (ou valeurs approchantes pour les pays hors zone euro (Danemark, Norvège, Suède, Suisse).

## Palmarès
| Année | Hippodrome        | Vainqueur         | Pays      | Père             | Driver             | Entraîneur            | Distance | Réd.km |
| ----- | ----------------- | ----------------- | --------- | ---------------- | ------------------ | --------------------- | -------- | ------ |
| 2024  | Vincennes         | Epic Kronos       | Suède     | Muscle Hill      | Örjan Kihlström    | Daniel Redén          | 2 100 m  | 1'10"7 |
| 2023  | Solvalla          | Barack Face       | Suède     | Ready Cash       | Adrian Kolgjini    | Adrian Kolgjini       | 2 140 m  | 1'11"5 |
| 2022  | Vincennes         | Idéal du Pommeau  | France    | Ready Cash       | Matthieu Abrivard  | Sébastien Guarato     | 2 100 m  | 1'11"5 |
| 2021  | Åby               | Calgary Games     | Suède     | Readly Express   | Jorma Kontio       | Timo Nurmos           | 2 140 m  | 1'11"8 |
| 2020  | Vincennes         | Power             | Suède     | Googoo Gaagaa    | Robert Bergh       | Robert Bergh          | 2 100 m  | 1'11"2 |
| 2019  | Vermo             | Face Time Bourbon | France    | Ready Cash       | Björn Goop         | Sébastien Guarato     | 2 120 m  | 1'10"7 |
| 2018  | Vincennes         | Villiam           | Suède     | Muscle Hill      | Jorma Kontio       | Timo Nurmos           | 2 100 m  | 1'11"3 |
| 2017  | Solvalla          | Drôle de Jet      | France    | Coktail Jet      | Pierre Vercruysse  | Pierre Vercruysse     | 2 140 m  | 1'11"9 |
| 2016  | Vincennes         | Readly Express    | Suède     | Ready Cash       | Jorma Kontio       | Timo Nurmos           | 2 100 m  | 1'12"  |
| 2015  | Wolvega           | Bold Eagle        | France    | Ready Cash       | Franck Nivard      | Sébastien Guarato     | 2 100 m  | 1'12"  |
| 2014  | Mauquenchy        | Robert Bi         | Italie    | Toss Out         | Robin Baker        | Paul Hagoort          | 2 150 m  | 1'12"9 |
| 2013  | Solvalla          | Mosaique Face     | Suède     | Classic Photo    | Lufti Kolgjini     | Lufti Kolgjini        | 2 140 m  | 1'10"8 |
| 2012  | Gelsenkirchen     | Brad de Veluwe    | Finlande  | Andover Hall     | Tuomas Korvenoja   | Tuomas Korvenoja      | 2 600 m  | 1'13"9 |
| 2011  | Avenches          | Kadett CD         | Suède     | Scarlet Knight   | Robert Bergh       | Robert Bergh          | 2 300 m  | 1'12"  |
| 2010  | Le Croisé-Laroche | Main Wise As      | Italie    | Yankee Glide     | Sébastien Ernault  | Pierre Levesque       | 2 000 m  | 1'12"2 |
| 2009  | Tampere           | Maharajah         | Suède     | Viking Kronos    | Örjan Kihlström    | Stefan Hulman         | 2 100 m  | 1'12"7 |
| 2008  | Milan             | Qualita Bourbon   | France    | Love You         | Jos Verbeeck       | Jean Baudron          | 2 100 m  | 1'13"2 |
| 2007  | Bjerke            | Virgill Boko      | Pays-Bas  | Express Ride     | Hugo Langeweg Jr   | Hugo Langeweg Jr      | 2 100 m  | 1'14"  |
| 2006  | Laval             | Oiseau de Feux    | France    | Biesolo          | Christian Bigeon   | Fabrice Souloy        | 2 100 m  | 1'14"1 |
| 2005  | Solvalla          | Conny Nobell      | Suède     | Pearsall Hanover | Björn Goop         | Björn Goop            | 2 100 m  | 1'12"9 |
| 2004  | Turin             | Daguet Rapide     | Italie    | Pine Chip        | Pietro Gubellini   | Jean-Pierre Dubois    | 2 100 m  | 1'14"2 |
| 2003  | Tampere           | Naglo             | Suède     | Coktail Jet      | Örjan Kihlström    | Stefan Hultman        | 2 100 m  | 1'13"  |
| 2002  | Caen              | Kiss Melody       | France    | Extreme Dream    | Dominik Locqueneux | Pierre-Desiré Allaire | 2 100 m  | 1'11"7 |
| 2001  | Caen              | Abano As          | Allemagne | Dylan Lobell     | Stig H. Johansson  | Stig H. Johansson     | 2 100 m  | 1'12"7 |
| 2000  | Copenhague        | Com Karat         | Suède     | J.R.Broline      | Dominik Locqueneux | Jan Kruithof          | 2 000 m  | 1'14"6 |
| 1999  | Vincennes         | Himo Josselyn     | France    | Cezio Josselyn   | Jean-Michel Bazire | Jean-Michel Bazire    | 2 100 m  | 1'14"9 |
| 1998  | Bjerke            | Giant Cat         | France    | Quito de Talonay | Nicolas Roussel    | Nicolas Roussel       | 2 100 m  | 1'15"7 |
| 1997  | Vincennes         | General November  | Allemagne | Valley Victory   | Pekka Korpi        | Veijo Kivijoja        | 2 100 m  | 1'13"2 |
| 1996  | Tampere           | Élision           | France    | Mon Tourbillon   | Jean-Pierre Viel   | Albert Viel           | 2 100 m  | 1'15"7 |
| 1995  | Munich            | Derby du Gîte     | France    | Riton du Gîte    | Heinz Wewering     | Sylvain Leliévre      | 2 100 m  | 1'14"5 |
| 1994  | Solvalla          | Progress Value    | Suède     | Florida Pro      | Lennart Forsgren   | Kari Lähdekorpi       | 2 140 m  | 1'15"1 |
| 1993  | Rome              | Ina Scot          | Suède     | Allen Hanover    | Kjell P. Dahlström | Kjell P. Dahlström    | 2 100 m  | 1'14"6 |
| 1992  | Tampere           | Jexpress Dahlia   | Finlande  | Express Ride     | Jorma Kontio       | Jukka-Pekka Kauhanen  | 2 100 m  | 1'15"2 |
| 1991  | Vincennes         | Market Leader     | Suède     | Snack Bar        | Leif Witasp        | Leif Witasp           | 2 100 m  | 1'15"8 |
| 1990  | Solvalla          | Ultra Ducal       | France    | Buffet II        | Paul Viel          | Paul Viel             | 2 140 m  | 1'15"4 |
| 1989  | Vincennes         | Tipouf            | France    | Chambon P        | Pierre Vercruysse  | Patrick Porée         | 2 100 m  | 1'17"5 |
| 1988  | Tampere           | Atas Rocket       | Suède     | Pershing         | Stig H. Johansson  | Stig H. Johansson     | 2 100 m  | 1'16"6 |
| 1987  | Milan             | Rangone           | France    | High Echelon     | Jean-Pierre Dubois | Jean-Pierre Dubois    | 2 100 m  | 1'14"7 |
| 1986  | Solvalla          | Clash Hammering   | Suède     | Count's Pride    | Stig H. Johansson  | Stig H. Johansson     | 2 140 m  | 1'15"4 |
| 1985  | Vincennes         | Mack the Knife    | Suède     | Pershing         | Stig H. Johansson  | Stig H. Johansson     | 2 100 m  | 1'16"6 |